# Citroën C3 (2023)
La Citroën C3 IV è la quarta generazione della Citroën C3, un'autovettura di segmento B della casa automobilistica francese Citroën, prodotta a partire dal 2023.
La vettura affianca per poi sostituire la precedente generazione prodotta dal 2016.

## Debutto

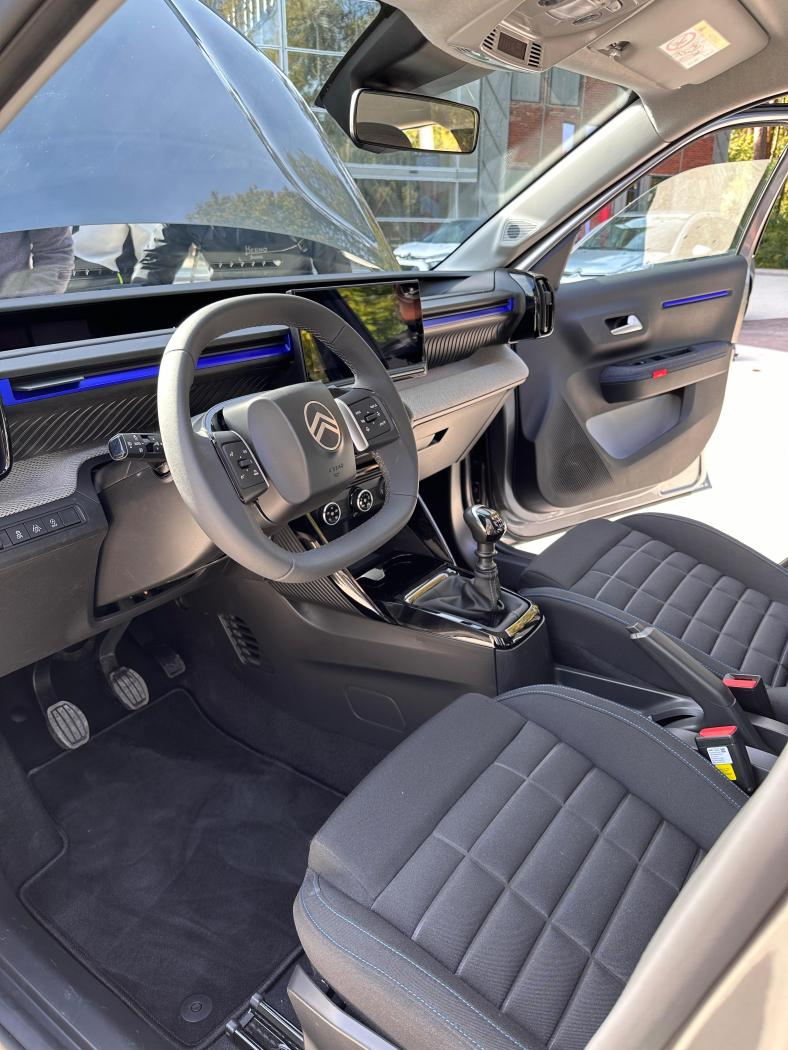
Interni di una C3

La quarta generazione della Citroën C3 è stata presenta inizialmente nella sola versione elettrica, denominata ë-C3, il 17 ottobre 2023. 
A febbraio 2024 vengono presentate le caratteristiche tecniche delle versioni benzina e ibrida della C3.

### Caratteristiche tecniche
La Citroën C3 IV è la prima vettura del gruppo Stellantis commercializzata in Europa a utilizzare la piattaforma modulare Smart Car, derivata dal pianale CMP e inizialmente sviluppata dalla indiana Tata Consultancy per vari modelli del gruppo destinati ai mercati emergenti, tra cui la Citroën C3 e la Citroën C3 Aircross commercializzate in India e America Latina.
La Citroën C3 IV è derivata dalla Citroën C3 prodotta in India e Brasile, dalla quale sono stati apportati notevoli cambiamenti e miglioramenti sia stilistici ma soprattutto tecnici per conformarsi agli standard legislativi e omologativi europei. Tuttavia eredita molti elementi e comportamenti dalla versione per i mercati emergenti, come la parte centrale della scocca e il portellone posteriore.
Rispetto alla precedente generazione, ha una maggiore altezza da terra, con 16,5 cm per la ë-C3 e 19,5 cm per le versioni termiche, classificandola così nella categoria dei crossover SUV.
L'ë-C3 è dotato di un motore elettrico da 113 CV e 120 Nm di coppia, alimentato da una batteria LFP (Litio ferro fosfato) con una capacità di 44 kWh, che le garantisce un'autonomia di circa 320 km. L'auto accelera da 0 a 100 km/h in 11 secondi, mentre la velocità massima dichiarata è autolimitata a 135 km/h. La potenza di ricarica tramite corrente continua è di 100 kW.
Una caratteristica peculiare degli interni è l'integrazione dell'head-up display, che si trova in una barra appena sotto il parabrezza. Il display viene proiettato su questa barra, ma non sul vetro stesso, con lo scopo di avvicinare il più possibile le informazioni al campo visivo del conducente. Honda ha adottato un sistema simile sulla Civic di ottava generazione.

### Versione per Asia, Africa e America Latina

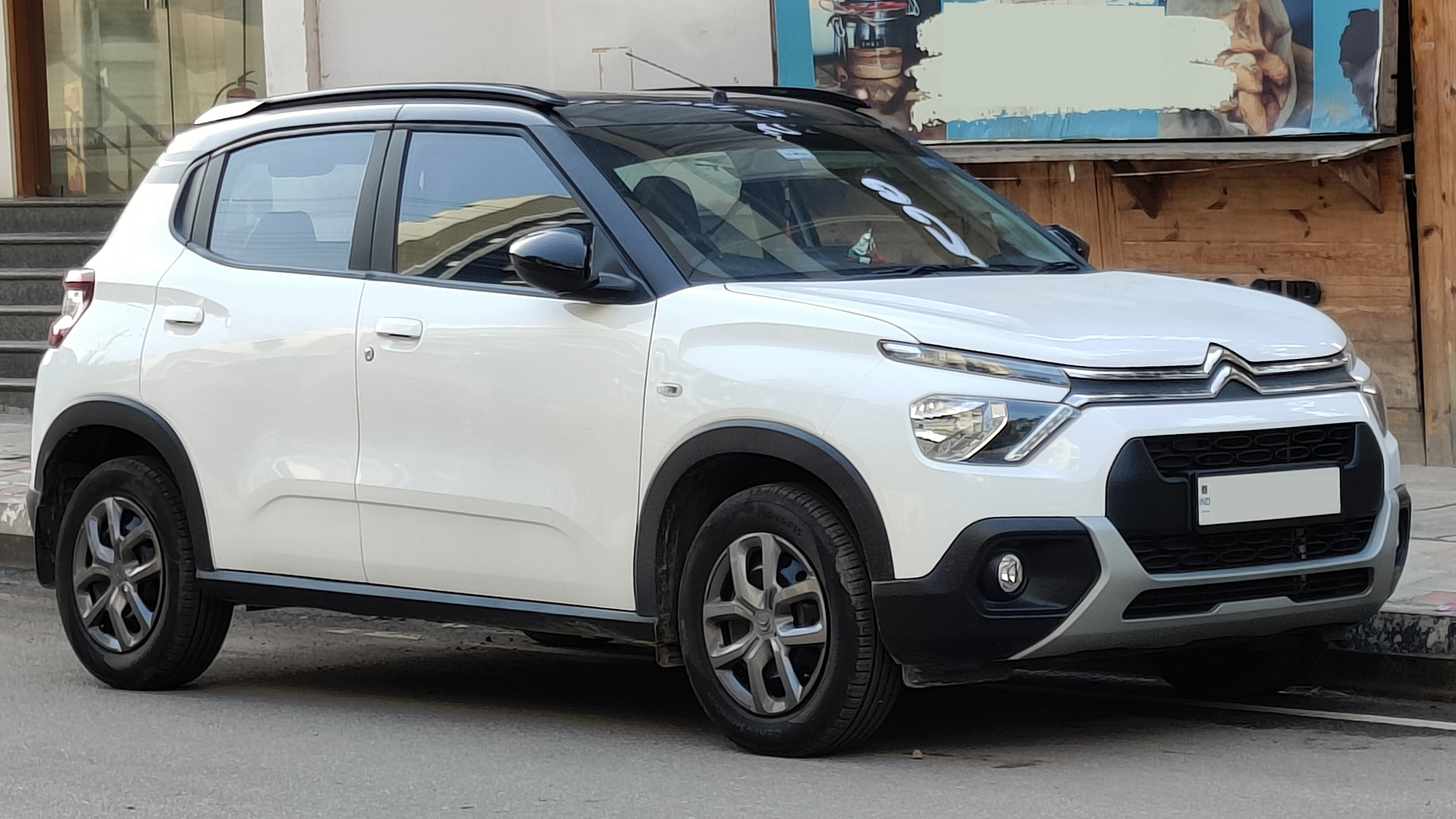

La terza generazione della C3 per i mercati indiano e latinoamericano è stata presentata il 16 settembre 2021 e prodotta dal 2022. L'esterno presenta uno stile da SUV crossover con un'elevata altezza da terra, un cofano alto, barre sul tetto e rivestimenti neri. Sono presenti fari anteriori sdoppiati collegati alla griglia a doppia lamella e luci posteriori a LED rettangolari.
L'interno è dotato di un sistema di infotainment touchscreen da 10 pollici, una posizione di guida rialzata e il colore del cruscotto e dei tessuti dei sedili che può essere personalizzato.
In India, la C3 è stata elogiata per le sue qualità dinamiche, ma ha ricevuto critiche per la mancanza di equipaggiamento offerto sul modello. Come risultato di queste critiche, Citroën ha rivisto la sua offerta in questo mercato nell'agosto 2024, aggiungendo il controllo automatico del clima, un nuovo quadro strumenti ereditato dalla Citroën C3 Aircross e dalla Citroën Basalt e 6 airbag di serie.
Al lancio disponeva delle seguenti motorizzazioni: il 1.0 FireFly Flex da 75 CV, il 1.2 PureTech da 82 CV e il 1.6 VTI in versione benzina (115 CV) e Flex (120 CV). Nel gennaio 2023, Citroën ha presentato in India la ë-C3 completamente elettrica, con un motore elettrico da 42 kW (57 CV), una batteria da 29,2 kWh e un'autonomia di 320 km. La ë-C3 presenta i badge blu "ë" sulle portiere anteriori, una porta di ricarica sul parafango anteriore, l'assenza del terminale di scarico e l'unica differenza interna è un selettore al posto del pomello del cambio rispetto alla C3 standard. Nel 2024 ha debuttato in Brasile il 1.0 litri FireFly Turbo da 130 CV e 200 Nm.
Viene prodotta dal 2022 a Thiruvallur, in India ed a Porto Real, in Brasile.